# Тайттирия-араньяка
«Тайттирия-араньяка» — священный текст индуизма на санскрите, одна из Араньяк, принадлежит к Тайттирия-шакхе «Кришна-Яджурведы». Название  восходит к имени её автора Титтири («куропатка» на санскрите).
Состоит из десяти глав. Седьмая, восьмая и девятая главы представляют собой хорошо известную «Тайттирия-упанишаду». Десятая глава — это объёмная «Маханараяна-упанишада» — в её состав входит подбор важных мантр из трёх Вед. Сама Араньяка как таковая состоит из глав с первой по шестую.
Первая глава — это известная «Сурья-намаскара». Вторая глава посвящена описанию пяти маха-яджн, которые ежедневно должен совершать каждый брахмана. Здесь же подробно описывается и прославляется яджнопавита — священный брахманический шнур, а также сандхья, яджны для душ умерших предков, поклонение брахманам посредством брахма-яджны и очистительное жертвоприношение хома, называемое кушманда-хома. В этой главе слово шрамана используется (2-7-1) для обозначения кого-то, практикующего аскезу (тапасви); позднее, в буддизме и джайнизме, этим словом стали называть затворников.
В третьей и четвёртой главах содержится детальное описание других хом и яджн. В четвёртой главе также содержится раздел о мантрах, предназначенных для предотвращения вреда или для его причинения. Пятая глава представляет собой научный трактат о яджнах. В шестой главе содержится сборник мантр питри-медха — мантры, которые обычно используются в ритуалах погребения мёртвых.